# झ
Cette page contient des caractères spéciaux ou non latins. S’ils s’affichent mal (▯, ?, etc.), consultez la page d’aide Unicode.
झ, appelé djha et transcrit jh, est une consonne de l’alphasyllabaire devanagari.

## Représentations informatiques
Ses Unicode sont :
| formes | représentations | chaînes de caractères | points de code | descriptions                                      |
| ------ | --------------- | --------------------- | -------------- | ------------------------------------------------- |
| pleine | झ               | झ                     | U+091D         | lettre devanagari djha                            |
| morte  | झ्               | झ◌्                    | U+091D U+094D  | lettre devanagari djha, symbole devanagari virama |